# Saint-Édouard-de-Maskinongé
Saint-Édouard-de-Maskinongé är en kommun i provinsen Québec i Kanada. Den ligger i regionen Mauricie, i den sydöstra delen av landet, 220 km nordost om huvudstaden Ottawa.